# أنطوان غانم
أنطوان توفيق غانم (10 أغسطس 1943 – 19 سبتمبر 2007)، سياسي لبناني ماروني ونائب في البرلمان اللبناني عن حزب الكتائب اللبنانية. ولد في عين الرمانة بلبنان. انتسب إلى حزب الكتائب في 4 مارس 1963.

## حياته العلمية والعملية
- حاصل على اجازة في الحقوق اللبناني من الجامعة اللبنانية والجامعة اليسوعية. كما حصل على اجازة في الحقوق الفرنسي من جامعة ليون.
- عمل أستاذ محاضر في كلية إدارة الأعمال في الجامعة اللبنانية.
- تولى منصب عضو في المكتب السياسي الكتائبي في بداية عام 1986.
- رشحه حزب الكتائب إلى أحد المقاعد المارونية عن دائرة جبل لبنان الثالثة - بعبدا وذلك بعام 2000، وأعيد انتخابه عن نفس المقعد في انتخابات عام 2005. وكان يعتبر من النواب المعارضين لتدخل سوريا في لبنان.

## اغتياله
في يوم 19 سبتمبر 2007 قتل في انفجار عنيف بواسطة سيارة مفخخة في العاصمة اللبنانية بيروت، ووقع الانفجار في منطقة سن الفيل في بيروت الشرقية، واتهمت قوى 14 آذار سوريا بالضلوع باغتياله. وقد اغتيل قبل أيام معدودة من بدأ فترة الانتخابات الرئاسية في لبنان.

## حياته الأسرية
متزوج من لولا نعمة ولديهم أربعة أولاد.

## وصلات خارجية
- صفحة النائب في موقع حزب الكتائب
- خبر اغتيال النائب في موقع البي بي سي العربية
- القرار العربي